# Dick Triptow
Richard Floyd "Dick" Triptow (Chicago, Illinois, 3 de noviembre de 1922 -Lake Forest, Illinois, 20 de febrero de 2015) fue un jugador de baloncesto estadounidense que disputó dos temporadas entre la BAA y la NBA, además de jugar previamente cuatro temporadas en la NBL. Con 1,83 metros de estatura, jugaba en la posición de escolta.

## Trayectoria deportiva

### Universidad
Jugó durante su etapa universitaria con los Blue Demons de la Universidad DePaul, donde fue cocapitán del equipo junto a George Mikan en 1944, en una temporada en la que alcanzaron la final del NIT en el Madison Square Garden, siendo elegido en el mejor quinteto del torneo. Fue además incluido esa temporada en el segundo equipo All-American.

### Profesional
Comenzó su andadura profesional en 1944 con los Chicago American Gears de la NBL, y en su primera temporada fue incluido en el segundo mejor quinteto de la competición, tras promediar 10,0 puntos por partido. Dos años más tarde, en 1947 conseguiría su único título de campeón, tras derrotar en las finales a los Rochester Royals, colaborado con 4,0 puntos por partido.
Al año siguiente, con la temporada comenzada fue traspasado a los Tri-Cities Blackhawks, pero acabaría la misma jugando con los Fort Wayne Pistons, con los que dio el salto a la BAA en 1948-49, promediando en su única temporada completa en la liga 6,1 puntos y 1,7 asistencias por partido.
En 1949, ya con la denominación NBA para la liga, fichó por los Baltimore Bullets, quienes lo despidieron en el mes de diciembre tras disputar únicamente cuatro partidos.

## Estadísticas de su carrera en la NBA y la BAA

### Temporada regular
| Temporada | Edad | Equipo             | Liga  | Pos. | P  | TIT | MIN | TC  | TCA | %TC  | 3P | 3PA | %3P | TL  | TLA | %TL   | R.OF. | R.DEF. | REB | ASIS | ROB | TAP | PER | FP  | PTS |
| 1948-49   | 26   | Fort Wayne Pistons | BAA   |      | 55 |     |     | 2.1 | 7.6 | .278 |    |     |     | 1.9 | 2.6 | .723  |       |        |     | 1.7  |     |     |     | 1.9 | 6.1 |
| 1949-50   | 27   | Baltimore Bullets  | NBA   |      | 4  |     |     | 0.0 | 1.3 | .000 |    |     |     | 0.5 | 0.5 | 1.000 |       |        |     | 0.3  |     |     |     | 1.3 | 0.5 |
| Total     |      |                    | TOTAL |      | 59 |     |     | 2.0 | 7.2 | .275 |    |     |     | 1.8 | 2.4 | .727  |       |        |     | 1.6  |     |     |     | 1.9 | 5.7 |
|           |      |                    | BAA   |      | 55 |     |     | 2.1 | 7.6 | .278 |    |     |     | 1.9 | 2.6 | .723  |       |        |     | 1.7  |     |     |     | 1.9 | 6.1 |
|           |      |                    | NBA   |      | 4  |     |     | 0.0 | 1.3 | .000 |    |     |     | 0.5 | 0.5 | 1.000 |       |        |     | 0.3  |     |     |     | 1.3 | 0.5 |